# Blackburn Roc
Блекберн B-25 «Рок» («Рух», англ. Blackburn B-25 «Roc») — британський палубний винищувач, що перебував на озброєнні військово-повітряних сил ВМФ Британії часів Другої світової війни. Літак, розроблений на основі палубного пікірувального бомбардувальника Blackburn Skua, був, як і Boulton Paul Defiant, винищувачем, у якого все озброєння зосереджене в турелі. Ця концепція виявилася невдалою: літак мав лише обмежене використання.

## Історія створення

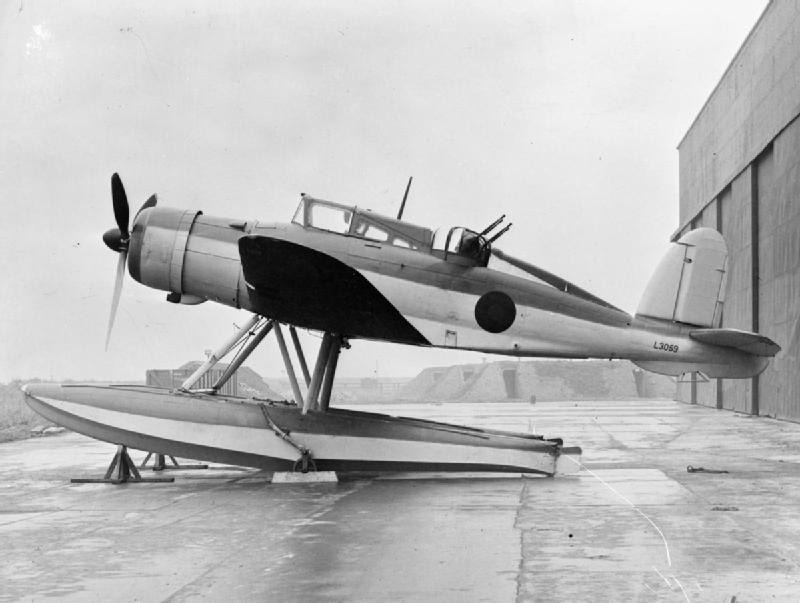
Гідроплан Roc під час випробувань.

B-25 створювався за специфікацією O.15/37 на створення турельного винищувача, який мав діяти проти ворожих бомбардувальників з більшою ефективністю, атакуючи з більшої кількості позицій. Ще до створення прототипів зробили замовлення на 136 літаків, які дістали військове позначення «Рок» (англ. «Roc»). Проте оскільки Blackburn Aircraft були зайняті виробництвом Blackburn Skua, виробництво нових літаків передали компанії Boulton Paul Aircraft. Перший літак здійнявся в повітря 23 грудня 1938 року. Після заводських випробувань, у березні 1939 року, почалися військові випробування. Хоча додавання великої турелі погіршили льотні характеристики порівняно з Blackburn Skua, «Рок» теж міг виходити зі стрімкого пікірування. Для покращення характеристик використали більший пропелер і ряд інших модифікацій.
Також випробували модифікацію гідроплана з поплавками від Blackburn Shark, але й без того невисока швидкість «Рока» була зменшена ще на 48 км/год, що робило його майже некерованим.

## Історія використання
Перші чотири «Роки» надано 806-й ескадрильї в лютому 1940 року, де вони мали використовуватись паралельно з Blackburn Skua, ще шість передали 801-й ескадрильї. Через чотири місяці 16 «Років» передали 2-й групі протиповітряної оборони в Госпорті. Чотири з останніх, пошкоджені після рейду німецької авіації, використовували як стаціонарні турелі протиповітряної оборони. 

## Тактико-технічні характеристики
Дані з Consice Guide to British Aircraft of World War II

### Технічні характеристики
- Екіпаж: 2 особи
- Довжина: 10,85 м
- Висота: 3,68 м
- Розмах крила: 14,02 м
- Площа крила: 28,8 м²
- Маса порожнього: 2778 кг
- Максимальна злітна маса: 3606 кг
- Двигун: Bristol Perseus XII
- Потужність: 905 к. с. (675 кВт.)

### Льотні характеристики
- Максимальна швидкість: 359 км/год (на висоті 3050 м)
- Крейсерська швидкість: 217 км/год
- Дальність польоту: 1304 км
- Практична стеля: 5485 м

### Озброєння
- Стрілецьке:
  - 4 × 7,7-мм курсові кулемети в електричній турелі Boulton Paul